# Gabriel Odenhammar
Gabriel Odenhammar (født 23. november 1983) er en tidligere svensk skuespiller, hvis karriere begyndte i en alder af seks år. Han fik i 1991 rollen som Håkan Bråkan i tv-julekalenderen Sunes jul, som er baseret på børnebøgerne af Anders Jacobsson og Sören Olsson. Efter at have spillet samme rolle i filmen Sunes sommer (1993) fik han som 11-årig rollen som Max i tv-serien Svensson, Svensson. Denne rolle spillede han indtil seriens afslutning i 2008.
Odenhammar har efter sin tid som skuespiller uddannet sig til flyveleder og har arbejdet ved både Stockholm-Bromma Lufthavn og Norrköping Lufthavn. Derudover er han uddannet brandmand og har læst journalistik.

## Filmografi
- Sunes jul (julekalender, 1991)
- Sunes sommer (1993)
- Svensson, Svensson (tv-serie, 1994-2008)
- Svensson, Svensson - filmen (1997)
- De tre venner og Jerry (animeret tv-serie, 1999)